# 高砂市立米田小学校
高砂市立米田小学校（たかさごしりつ よねだしょうがっこう）は、兵庫県高砂市米田町米田にある公立小学校。
2021年11月1日に創立150周年を迎え、記念行事を開催した。
2005年度時点では児童数が1,018人と1,000人を超えていたが、2020年度では694人に減少している。
隣接して高砂市立米田こども園（2020年に米田幼稚園と米田保育園が一体となり幼保連携型認定こども園へ変更）がある。
また、近隣に米田小学校の児童数の増加に対応し1980年に分離した、高砂市立米田西小学校がある。

## 沿革
公式サイト「沿革の概要」による。
- 1872年11月 - 龍東小学校として、西蓮寺庫裏を校舎に創立
- 1873年2月 - 龍島小学校と改称
- 1882年4月 - 小学校綱領に基づき、第6校区龍島小学校と改称
- 1884年7月 - 第1番学区倉南小学校米田分校と改称
- 1887年4月 - 米田簡易小学校と改称
- 1891年6月 - 米田尋常小学校と改称
- 1909年4月 - 高等科を併置、米田尋常高等小学校と改称
- 1941年4月 - 米田国民学校と改称
- 1947年3月 - 米田町立米田小学校と改称
- 1956年9月 - 米田町が加古川市と高砂市に分割合併されたことにより、高砂市立米田小学校と改称。加古川市域の児童は「委託教育」の形式をとる。合併時に兵庫県から示された裁定の付帯事項である「米田小学校の組合立運営」は高砂市が強く拒否したため実現しなかった[4]。
- 1958年4月 - 加古川市域の児童を新設された加古川市立川西小学校へ分離[5]。
- 1980年4月 - 校区の一部を新設された高砂市立米田西小学校へ分離。
- 2022年4月 - 高砂市教育委員会と明石工業高等専門学校の連携による「小学生を対象としたSTEAM教育に関する支援事業」の一環として、共同授業を開始[6]。

## 通学区域
高砂市のうち、米田町米田、米田町古新、米田町米田新、美保里、百合丘、中島3丁目、米田団地。全域で高砂市立宝殿中学校の通学区域となる。

## その他
- 1991年度から制服を廃止した。高砂市内の小学校で唯一の私服校である。
- 1980年代から、教育の一環として全児童が授業の始まる前にジョギングを行っていたが、現在は行われていない。

## 通学区域が隣接している学校
- 高砂市立米田西小学校
- 高砂市立伊保小学校
- 高砂市立荒井小学校
- 加古川市立鳩里小学校
- 加古川市立加古川小学校
- 加古川市立川西小学校